# Léopold de Schleswig-Holstein-Sonderbourg-Wiesenbourg
Léopold de Schleswig-Holstein-Sondebourg-Wissenbourg (né le 12 janvier 1674 mort le 4 mars 1744 est le dernier duc de Schleswig-Holstein-Sonderbourg-Wiesenbourg de 1724 à 1744 issu de maison des ducs de Schleswig-Holstein-Sonderbourg-Glücksbourg.

## Biographie
Léopold est le fils unique de Frédéric de Schleswig-Holstein-Sonderbourg-Wiesenbourg, duc de Schleswig-Holstein-Sonderbourg-Wiesenbourg et de Charlotte de Silésie-Liegnitz, (2 décembre 1652 morte le 24 décembre 1707). 
Il épouse le 6 mars 1713 Marie Elisabeth de Liechtenstein princesse  né le 3 mai 1683 mort le 8 mai 1744 fille
du prince Jean-Adam Ier de Liechtenstein et de  Edmunda Maria Thérèse, princesse de Dietrichstein-Nikolsburg, dont une fille unique:
- Thérèse de Schleswig-Holstein-Sonderbourg-Wiesenbourg, qui épouse le 23 mai 1735  Johann Aloys Ier de Oettingen-Spielberg (1707-1780) , prince d'Oettingen-Spielberg, avec postérité en ligne féminine.

Faute de descendance en ligne masculine la lignée de Schleswig-Holstein-Sonderbourg-Wiesenbourg s'éteint avec lui.

## Source
- Anthony Stokvis, préface de H. F. Wijnman, Manuel d'histoire, de généalogie et de chronologie de tous les États du globe, depuis les temps les plus reculés jusqu'à nos jours, éditions Brill à Leyde, 1890-1893; « Généalogie des comtes et ducs de Holstein ». Volume III,  Chapitre VIII, Tableau Généalogique n°45.